# NGC 4438
NGC 4438 (również Oczy, PGC 40914 lub UGC 7574) – galaktyka spiralna (S0-a), znajdująca się w gwiazdozbiorze Panny w odległości około 50 milionów lat świetlnych. Została odkryta 8 kwietnia 1784 roku przez Williama Herschela. Jest to galaktyka z aktywnym jądrem typu LINER. NGC 4438 należy do gromady galaktyk w Pannie i wchodzi w skład Łańcucha Markariana.

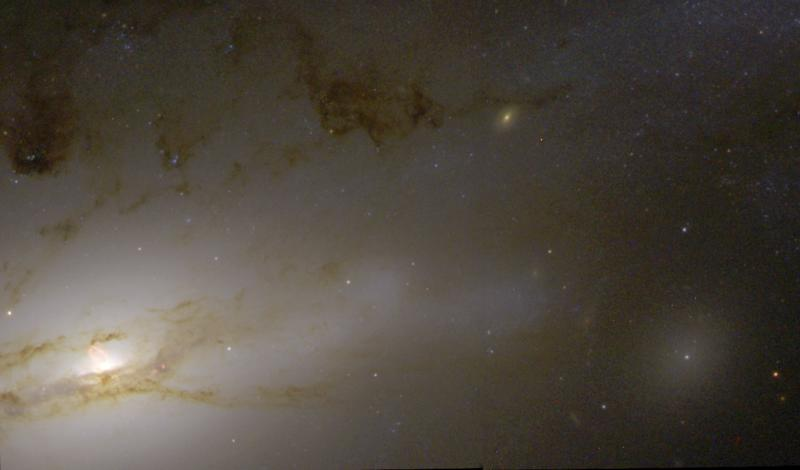
Zbliżenie galaktyki, zdjęcie Teleskopu Hubble’a

Galaktyka NGC 4438 była kiedyś typową galaktyką spiralną, jednak w ciągu ostatnich kilkuset milionów lat została silnie zdeformowana na skutek zderzeń z pobliskimi galaktykami. Zawiera ona wyraźny obszar przesłaniającego pyłu, tuż poniżej swojego jądra. Po lewej stronie od centrum znajdują się młode gwiazdy, a gaz tej galaktyki rozciąga się setki lat świetlnych poza jej obręb. Są to skutki kolizji jaka dotknęła NGC 4438. Galaktyka ta jest oddalona o około 100 000 lat świetlnych od galaktyki NGC 4435, wraz z którą tworzy parę nazywaną Oczy. W Atlasie Osobliwych Galaktyk para ta nosi oznaczenie Arp 120. Deformacje, które nastąpiły w NGC 4438 mogą być więc wynikiem zbliżenia pomiędzy tymi dwiema galaktykami na odległość około 16 000 lat świetlnych, które nastąpiło jakieś 100 milionów lat temu.
Inną przyczyną powstania deformacji w NGC 4438 może być gigantyczna galaktyka eliptyczna M86, leżąca dalej od pary galaktyk. W październiku 2008 dzięki mozaice obrazów uzyskanych w Obserwatorium Kitt Peak zaobserwowano długie na 400 tysięcy lat świetlnych włókno zjonizowanego wodoru łączące NGC 4438 z Messier 86. Włókno to również jest skutkiem następującego z dużą prędkością zderzenia pomiędzy tymi galaktykami.
NGC 4438 należy do gromady galaktyk w Pannie, gdzie takie zderzenia ze względu na niewielkie odległości pomiędzy galaktykami są częstym zjawiskiem.